# Сидаделье (Пиньел)
Сидаделье (порт. Cidadelhe) — город и район в Португалии, входит в округ Гуарда. Является составной частью муниципалитета Пиньел. По старому административному делению входил в провинцию Бейра-Алта. Входит в экономико-статистический субрегион Бейра-Интериор-Норте, который входит в Центральный регион. Население составляет 52 человека на 2001 год. Занимает площадь 26,80 км².
Покровителем района считается Санту-Амару (порт. Santo Amaro).